# Râul Dumbrava, Clociți
Râul Dumbrava este un curs de apă, afluent al râului Clociți. 